# Мудерсбах
Мудерсбах (нем. Mudersbach) — община в Германии, в земле Рейнланд-Пфальц.
Входит в состав района Альтенкирхен-Вестервальд. Подчиняется управлению Кирхен (Зиг). Население составляет 6190 человек (на 31 декабря 2009 года). Занимает площадь 9,48 км².

## География

### Географическое положение
Коммуна делится на три района: Мудерсбах, Нидершельдерхютте и Биркен. Население коммуны — 6500 человек. Располагается в долине Зига на северо-восточной границе федеральной земли Рейнланд-Пфальц. По географическим и культурно-историческим параметрам коммуна является частью Зигерланда. Территория коммуны покрыта холмами и горами, частично вулканического происхождения. Высшая точка — гора Гибельвальд (528 м над уровнем моря), низшая точка — долина Зига (230 м на д уровнем моря). Мудерсбах граничит на востоке с Зигеном (Северный Рейн-Вестфалия), центр которого находится примерно в 10 км от границы коммуны. Следующий по величине соседний город — Бецдорф (Зиг) на территории федеральной земли Рейнланд-Пфальц (в 12 км от Мудерсбаха).

### Административное деление коммуны
На правом берегу Зига лежит центр коммуны район Мудерсбах и район Нидершельдерхютте, на левом берегу Зига находится район Биркен и посёлок Кронакер, относящийся к району Мудерсбах. На территории коммуны через Зиг перекинуты три автомобильных и два железнодорожных моста. Район Нидершельдерхютте и соседний с ним район Зигена Нидершельден местное население зачастую называет общим именем Шельден. Из-за территориальной и исторической близости районов Биркен и Нидершельдерхютте к Зигену, они во многом вовлечены в инфраструктуру города (телефонная сеть, электроснабжение).

## История

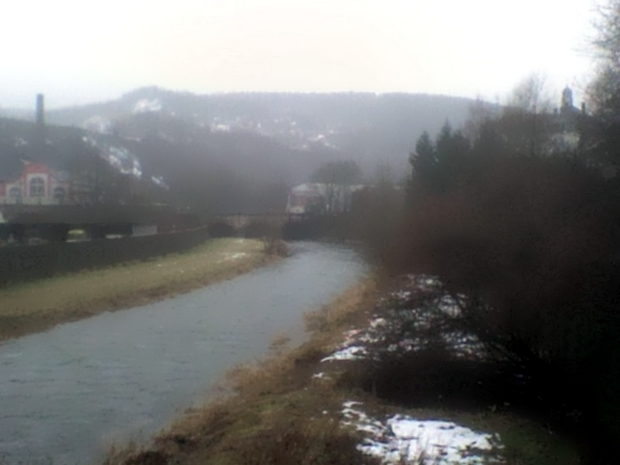
Граница между Нидершельденом и Нидершельдерхютте по реке Зиг

Первое документальное упоминание Мудерсбаха встречается в 1188—1190 гг. На пергаменте, описывающем вновь приобретённые архиепископом кёльнским Филиппом фон Хайнсбергом (1167—1191 гг.) земельные участки, встречается некий «Morsbag iuxta Froizpreh» (Мудерсбах рядом с Фройсбергом), купленный за 20 марок. Однако этот факт ставится под сомнение, так как речь могла идти о Морсбахe, находящемся в 26 км от Мудерсбаха в районе Обербергиш, где ещё в 1131 году была построена церковь. В период раннего Средневековья встречаются упоминания о дворянском роде фон Мудерсбахов, бывших вассалами графства Сайн. Первым представителем этого рода, упомянутым в исторических источниках в 1252 году, был Людвиг фон Мудерсбах. Предположительно в начале XVI века род фон Мудерсбахов пресёкся. Первое абсолютно бесспорное упоминание Мудерсбаха как территории встречается в грамоте от 24 августа 1456 года, по которой Йохан ван Зеельбах, сын Дидериха, и его жена Ээльгин продали их брату и деверю Фридриху ван Зеельбаху и его жене Агнес своё наследство в церковном приходе Кирхфройсберг, в районах «Модерсбах» и «Штрёт».
В 1741 году работавший в Фридевальде писец Йоханн Хайнрих Лампрехт создал первое подобное описание Мудерсбаха: в Мудерсбахе 42 очага, пашни и лугов 275 моргенов, прекрасные обширные леса.
В период Второй Мировой войны Мудерсбах с 1941 года подвергался бомбардировкам. Наибольший ущерб от авианалётов был нанесён в последние месяцы войны. 30 марта 1945 года американские солдаты вступили на территорию Мудерсбаха. Уличные бои длились несколько дней, после чего 8 апреля 1945 года солдаты США продолжили своё наступление.
Нынешний район Мудерсбаха Нидершельдерхютте возник в начале XVIII века с появлением нескольких домов вблизи Шельдерской шахты, находящейся на границе нынешней коммуны. В 1898 году был построен новый сталелитейный завод Шарлоттенхютте, что привело во второй половине XIX века к резкому росту численности населения района, состоявшего в основном из рабочих завода. Районы Нидершельдерхютте и Нидершельден, с 1975 года вошедший в состав Зигена, представляют собой единое целое. Зиг, являющийся естественной границей между землями Северный Рейн-Вестфалия и Рейнланд-Пфальц, делит территорию сталелитейного завода надвое. Все попытки вновь объединить разделённую между двумя федеральными землями территорию завода провалились из-за недостатка политической воли в Майнце и Дюссельдорфе.

## Население
Данные периода 1871—1987 гг. основаны на переписях населения.
| Год  | Численность |
| ---- | ----------- |
| 1815 | 409         |
| 1835 | 556         |
| 1871 | 1262        |
| 1905 | 3645        |
| 1939 | 4611        |
| 1950 | 5027        |
| 1961 | 6046        |
| 1970 | 6472        |
| 1987 | 5931        |
| 2005 | 6326        |
| 2010 | 6161        |

| Год  | Численность | Численность |
| ---- | ----------- | ----------- |
| 1975 | 6425        | [ 4 ]       |
| 2014 | 5850        | [ 5 ]       |
| 2017 | 5796        | [ 1 ]       |
| 2019 | 5776        | [ 6 ]       |
| 2021 | 5839        | [ 7 ]       |
| 2022 | 5857        | [ 8 ]       |
| 2023 | 5882        | [ 2 ]       |

## Политика

### Совет коммуны
В Совет коммуны Мудерсбах входят 22 члена, избранные в ходе коммунальных выборов 7 июня 2009 года по пропорциональной системе. Председателем Совета является почётный районный бургомистр.
Распределение мест в Совете коммуны
|      | СДПГ | ХДС | СвДП | Итого    |
| 2009 | 8    | 13  | 1    | 22 места |
| 2004 | 9    | 12  | 1    | 22 места |

### Герб

Герб Мудерсбаха

Описание герба: Щит рассечён надвое, впереди в серебряном поле половина чёрного имперского орла с червленым клювом и червлёной лапой, задняя половина пересечена на серебро и зелень, в серебре червлёный геральдический крест, в зелени серебряная плавильная печь.
Половина имперского орла на гербе напоминает о том, что во времена Средневековья Мудерсбах подчинялся непосредственно императору. Червлёный крест символизирует историческую принадлежность территории Мудерсбаха к Трирскому архиепископству. Плавильная печь, напоминающая формой печи латенской эпохи, обнаруженные на территории Мудерсбаха, символизирует сохранившееся по сей день на территории коммуны плавильное производство. При этом зелёное поле указывает на лесную промышленность.

## Культура

### Церковные общины
В районах Мудерсбах и Биркен превалирует католическое население, тогда как в Нидершельдерхютте преобладают евангелисты. В Мудерсбахе находится католическая церковь Успения Богородицы, в Нидершельдерхютте — церковь Св. Матвея. Эти два прихода с 1 января 2008 года были объединены с соседним приходом Св. Иосифа в Брахбахе в единый «Приход Святого Духа Брахбах-Мудерсбах».
Христиане евангелисты принадлежат к церковной общине Зиген-Нидершельден.

### Мероприятия
Мудерсбах известен благодаря «Мудербахской ярмарке». Трёхдневные народные гуляния проходят здесь с 1828 года каждый год в последние выходные сентября. Также праздник называют «сливовая ярмарка» — из-за слив, созревающих в это время, и сливовых пирогов, которые готовят местные жители.
С 1996 года на территории коммуны перед зданием пивоварни «Эрцквелль Брауэрай» ежегодно проходит летний фестиваль под открытым небом «Рок на Зиге».
Театральная труппа Мудерсбаха ежегодно даёт пять выступлений (в период осенних каникул).
Среди прочих мероприятий наиболее примечательны Мудерсбахский уличный забег, Лесной фестиваль пожарной охраны Нидершельдерхютте, проходящий каждые вторые выходные июля, а также Лесной фестиваль певческого общества Лидеркранц, проходящий ежегодно в Троицын день.
Мудерсбах принимает участие в ежегодном мероприятии «Чистая долина Зига», когда на один воскресный день автобан Хюттентальштрассе перекрывается для автомобилей.

### Спорт
Футбольный клуб TуС Германия 1896 Мудерсбах когда-то был весьма успешным. В 1952 году Мудерсбах был чемпионом Рейнланда. В 1943 году клуб TуС Германия 1896 Мудерсбах играл в высшей лиге Третьего Рейха — гаулиге, и выиграл чемпионство в игре против FV Энгерс со счётом 32:0.. Это самая разгромная победа, когда-либо одержанная в высшей лиге Германии.

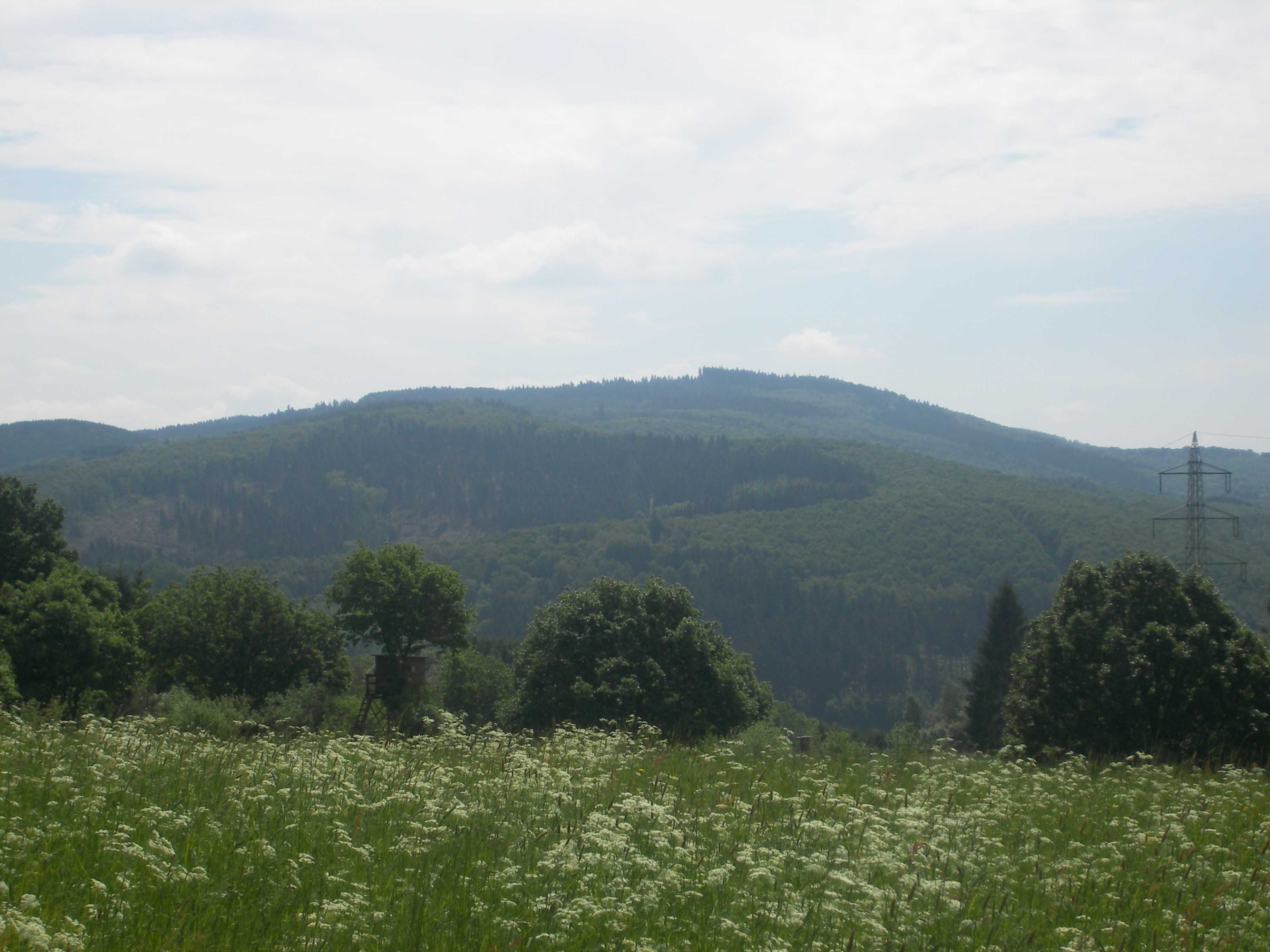
Гибельвальд и Гибельберг (на заднем плане)

В начале сезона 2011—2012 гг. клуб TуС Германия 1896 Мудерсбах объединился с соседним клубом SC 09 Брахбах; теперь единая команда выступает в Зигерландской районной лиге А под названием «Шпортгемайншафт Мудерсбах-Брахбах».

### Пеший туризм
Леса гряды Гибельвальд (высшая точка — Гибельберг, 528 м.) — прекрасное место для любителей пешего труизма, скандинавской ходьбы и горного велосипеда.

## Экономика и инфраструктура

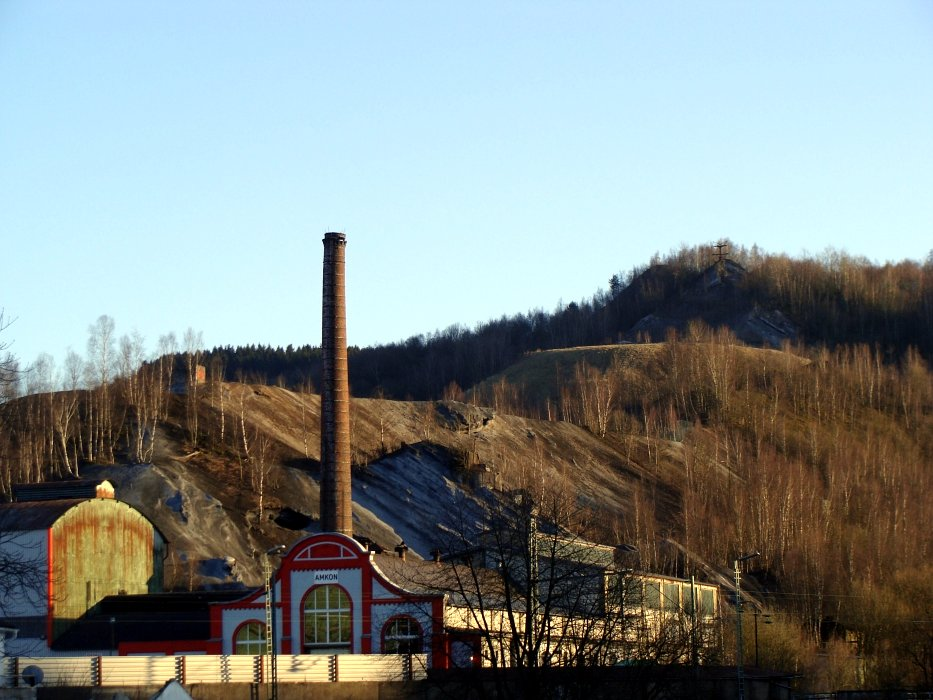
Здание бывшего Шарлоттенхютте

С XIX века крупнейшим работодателем Мудерсбаха было сталелитейное предприятие Шарлоттенхютте. Этот завод, в 1970-х гг. вошедший в состав концерна Крупп в 1980 году насчитывал 3000 рабочих мест. Однако на сегодняшний день основным продуктом коммуны является не сталь, а пиво — Эрцквелль Пильс, производимое в обосновавшейся в районе Нидершельдерхютте пивоварне Эрцквелль Брауэрай (прежде — Зигталь Брауэрай).
В 1990 годы в пойме Зига в районе Биркен возникла промышленная зона «Мудерсбахер Визен».

### Общественные учреждения
В Мудерсбахе есть одна начальная школа — в районе Нидершельдерсхютте (Начальная школа им. Мартина Лютера). Также в коммуне находится один крытый бассейн, который в данное время не функционирует. Помещения бассейна используются различными молодёжными организациями. Бассейн был частью заброшенного в данный момент школьного комплекса, который временно также служил в качестве техникума. Представительства канцелярии коммуны находятся в районах Мудерсбах и Нидершельдерхютте. Офис бургомистра коммуны находится во втором из этих представительств; там же располагается служба благоустройства коммуны и пожарная часть Нидершельдерхютте.
Естественный пляж «Шиндевайер» в долине Шиндебаха открыт с начала июня до конца августа. В Нидершельдерхютте есть два конфессиональных детских сада. Коммунальные детские сады есть также в Мудерсбахе и Биркене.

### Транспорт
Для экономики и туризма большое значение имеет хорошее транспортное расположение территории на пересечении автобанов А45 и А4. Благодаря этому легко доступны не только ближайший крупный город Зиген, но и соседние городские агломерации Кёльн/Бонн, Хаген/Дортмунд и Франкфурт.
Непосредственно через коммуну проходит федеральная трасса 62 (Хюттентальштрассе). Ближайший выезд на неё находится всего в нескольких километрах от границы коммуны, в районе Зигена Нидершельден. Планируется строительство ещё одного выезда на этот автобан в районе бывшего сталеплавильного завода в Нидершельдерхютте.
Через Мудерсбах проходит железнодорожная ветка Дойче Бана Кёльн — Зиген. На территории коммуны находятся вокзалы Брахбах, Мудерсбах и Нидершельден, через которые регулярно проходят региональный экспресс Кёльн — Зиген — Гиссен и пригородный поезд Зиген — Ау.